# 大西義広
大西義広（おおにし よしひろ、1956年1月27日 - ）は、日本の写真家・版画家・アートディレクター。

## 来歴
- 徳島県美馬郡つるぎ町半田小野（旧半田町小野）に国鉄マンの父と幼稚園教諭の母の間に生まれる。戦前祖父が写真屋を経営。
- 1974年、福岡工業大学入学。九州産業大学の小河修次教授に写真を認められ1978年、2月、福岡市で第1回個展「息吹」（福岡市）。
- 徳島県庁勤務の後、厚生年金事業振興団に入社。1981年9月、第2回個展「土柱」（徳島市）。平行して1978年、徳島映画鑑賞サークル（徳島映画観賞サークルも同じ）を発足させて映画雑誌「カチンコ」を1991年まで22号発刊、朝日新聞、徳島新聞などに映画評論・書評を掲載。1982年8ミリ映画の製作も手がける。
- 1982年6月、「徳島の文化」創刊より写真を担当。1991年10月、清塚紀子に師事の後、映画ポスター制作で養った技術で阿波民芸版画制作開始。1992年3月、半田町35周年記念町勢要覧グラビア。
- 倉敷に転属後1993年10月からギャラリー十露の依頼により倉敷民芸版画制作、翌年に7シリーズ完成。1994年2月、NHK「西日本の旅」で半田町出身の写真家としてリポーターを務める。
- 1997年小学生の頃から撮っていた写真の集大成として、「半田町合併40周年記念町勢要覧」に「大西義広の世界」を発表。そうめんの町・半田町のマスコットキャラクター製作。
- 1998年12月、第3回個展「自然」（倉敷市）。

## 作品

### 写真個展
- 「息吹」1978年2月～3月（福岡市・アートスペース貘）
- 「土柱」1981年9月（徳島市・小山助学館東口店）
- 「自然」1998年12月（倉敷市・ギャラリー十露）

### 雑誌その他（写真・執筆）
- 徳島の文化（1982年 - 1984年卑弥呼の里、海峡、わきまち・徳島の文化を進める会）
- 弘法大師空海の跡を辿りて（1983年・カラムス出版）
- 半田町合併35周年記念町勢要覧（1992年3月・半田町）
- 岡山おもしろ遊びの新便利BOOK（1995年12月・エイブルハウス）
- 半田町合併40周年記念町勢要覧（1997年3月・半田町）
- 厚生年金旅行ガイド（1997年～、・厚生年金事業振興団）
- 倉敷チボリ公園ポストカード（1998年、1999年・山陽印刷）
- 燦々DAY（1999年秋、「林鶴山」撮影・倉敷新聞社）

### 版画
阿波版画
- OSOME1991年
- あわおどり1991年
- あわおどり色変1991年

倉敷版画
- 大原美術館1993年
- 考古館1993年
- 東洋館1993年
- エルグレコ1993年
- アイビースクエア1994年
- 倉敷館1994年
- 十露1994年

### 8mm映画
- お楽しみはこれからだ1982年
- メビウス1983年

### テレビ
- 西日本の旅（1994年2月・NHK）